# Léopold (giurista)
Léopold (fl. XIX secolo) è stato un giurista francese.
Oltre alla professione di avvocato, scrisse molti saggi di diritto in uso per molti anni in Francia. La sua opera principale è Dictionnaire universel-portatif du commerce, edito a Parigi nel 1819, ma scrisse anche il Dictionnaire général de police administrative, oltre a diversi trattati sul commercio. Il dizionario del 1819 fu ripubblicato anche nel 1822, 1827 e 1829, in considerazione del notevole successo.